# Альфонсо II (король Арагону)
Альфо́нсо ІІ Трубадур (ісп. Alfonso el Trovador, кат. Alfons II; 25 березня 1157 — 25 квітня 1196) — король Арагону (1164—1196), граф Барселонський. Представник Бареселонського дому. Син барселонського графа Рамона-Беренгера IV та арагонської королеви Петроніли I. Брат португальської королеви Дульси. Був відомим поетом і трубадуром, близьким другом англійського короля Річарда I Левове Серце. Прізвиська — Цнотливий (кат. el Cast), Трубадур (кат. el Trobador). Як барселонський граф — Альфо́нсо І.

## Біографія

### Молоді роки
Походив з Барселонської династії. Син Рамона-Беренгера IV, графа Барселонського, і Петроніли I, королеви Арагону. При народженні отримав ім'я Рамон-Беренгер. Після смерті батька у 1162 році фактично перейняв владу у державі. Він підтвердив усі права знаті, церкви та міст. Того ж року його було визнано королем Арагону і графом Барселони. Він уклав договір з Фердинандом II, королем Леону, щодо розділу Наварри. Але незабаром, відповідно до заповіту Рамона Баранґе IV, владу зберегла Петроніла. Тому усі плани були відкладені.

### Правління
У 1164 році його мати зреклася трону, Альфонсо (під час коронації змінив ім'я) успадкував Арагон і Барселону, тим самим остаточно поєднав ці володіння. Він вів успішні війни проти мусульман, але мав не менші успіхи в Південній Франції. У 1166 році, після смерті свого двоюрідного брата Рамон Баранґе III, Альфонсо II успадковував графство Прованс. Але відразу вимушений був вступити у протистояння з графством Тулузи за ці землі. Завдяки віконтам Монпельє, роду Бо і єпископів Провансу зумів зайняти цю область й укласти перемир'я з Раймундом IV Турузьким. Своїм намісником у Прованісі признав брата Педро. Водночас придушив повстання у Ніцці.
Водночас розпочав політику спрямовану на отримання незалежності Провансу від Священної Римської імперії. Намагаючись послабити останню, король підтримав папу римського Олександра III у боротьбі з Фрідрихом I
Воюючи з маврами, він опанував Каспе і землі Альбаррасіна. У 1168 році уклав договір з Санчо VI, королем Наварри. Того ж року здобув графство Серданья. Разом з Наваррою атакував Кастилію, але вже у 1170 році у м. Саагун замирився з Альфонсо VIII, королем Кастилії, за умовами якого мав одружитися з родичкою останнього. У 1169—1170 роках боровся з повстання маврів у Сьєрра-де Прад.
У 1170 році заснував місто Теруель, після чого відбив два напади маврів на провінцію Террагона. У 1172 році успадкував графство Руссільон. Того ж року в союзі з кількома мусульманськими володарями взяв в облогу Валенсію, емір останньої зобов'язався сплачувати данину. Мав плани вдертися до Мурсії, але напад Наварри на арагонські землі змусив повернутися. 1174 року Альфонсо II одружився зі стрийкою кастильського короля. Того ж року він видав свою сестру Дульсу в шлюб зі спадкоємцем португальського престолу Саншу І.
1175 року зумів зайняти долину Аран підписання угоди Ампаранса, яку уклав з місцевими комунами. У 1176 році владнав конфлікт щодо Провансу з Раймундом V, графом Тулузи. Натомість останньому було сплачено 30 тис. марок срібла. Після цього було укладено союз з Генріхом II Плантагенетом, королем Англії. У 1177 році допоміг Кастилії захопити місто Куенка.
У 1179 році в м. Касорла уклав військово-політичний союз з Альфонсом VIII, королем Кастилії за яким вони розділили між собою всі піренейські землі, намітивши межі своїх майбутніх завоювань на півдні: Валенсія — Арагону, Мурсія — Кастилії. У 1181 році знову спалахнула війна з Тулузою, в якій загинув прованський намісник Педро. Замість нього король призначив свого брата Санчо, але у 1185 році скасував це призначення за таємні контакти з графством Тулуза і Генуезькою республікою. У 1181 розпочав походи задля захоплення Балеарських островів.
У 1186 році підтримав свою представників прованського роду Бо — Агальбурсу та її онука Ґ'ю на півночі Сардинії. У 1187 році васальну присягу королю принесли графства Беарн і Бігорр в південно-західній Франції біля берегів Атлантичного океану. Це сприяло розвитку торгівлі у Каталонії. В цей же розгиркався з Кастилією.
У 1189 році при підтримці Річарда I, короля Англії, атакував графством Тулуза, завдяки чому зумів укласти новий договір з Раймундом V Тулузьким, яким підтверджено угоду 1176 року, а також підтверджено васалітет Монпельє, Карла, Фуа, Нім, Безьє, Каркассон в Лангедоці, Буска у П'ємонті. У 1190 році король Арагону уклав союз з Наваррою, Леоном і Португалією спрямований проти Кастилії.
У 1192 році стикнувся з коаліцією Англією та Тулузою проти себе. Втім того ж року зумів перетягнути на свій бік графа Форкалькьє. У 1195 році остаточно замирився з Тулузою, уклавши мир з графом Раймундом VI. Того ж року після поразки Кастилії у битві при Аларкосі під тиском папи римського Целестина II розпочав перемовини щодо спільного походу проти держави Альмогадів.
Підтримав поширення ордену цистрерціанців на землях Арагону, надавши землі біля річки Ебро. У 1194 році сприяв заснуванню їхнього монастиря поряд з річкою Пьєдра. Помер у 1196 році. Владу успадкував син Педро.

## Родина
Дружина — Санча, донька Альфонсо VII, короля Кастилії і Леону
Діти:
- Педро (1178—1213), король Арагону у 1196—1213 роках
- Альфонсо (1180—1209), граф Провансу
- Рамон Баранґе (бл. 1190)
- Санчо (д/н), помер дитиною
- Фернандо (1190—1249), аббат Монарагону, цистерціанський чернець
- Констанція (1179—1222), 1. дружина Імріха I, короля Угорщина, 2. Фрідриха II Гогенштауфена, імператора Священної Римської імперії
- Леонора (1182—1226), дружина Раймунда VI, графа Тулузи
- Санча (1186—1241), дружина Раймунда VII, графа Тулузи
- Дульса (1192), черниця